# Mengcheng
Mengcheng är ett härad i staden Bozhou i provinsen Anhui i östra Kina.
Häradet är indelat i tre stadsdelsdistrikt, tolv köpingar, två socknar och fyra administrativa enheter på sockennivå.
Stadsdelsdistrikt (jiedao):

- Chengguan (城关街道)
- Qiyuan (漆园街道)
- Zhuangzhou (庄周街道)

Köpingar (zhen):

- Banqiaoji (板桥集镇)
- Chucun (楚村镇)
- Letu (乐土镇)
- Liba (篱笆镇)
- Licang (立仓镇)
- Maji (马集镇)
- Sanyi (三义镇)
- Shuangjian (双涧镇)
- Tancheng (坛城镇)
- Xiaojian (小涧镇)
- Xutuan (许疃镇)
- Yuefang (岳坊镇)

Socknar (xiang):

- Wangji (王集乡)
- Xiaoxinji (小辛集乡)

Områden på sockennivå:

- Baiyang Linchang (skogsbruk) (白杨林场)
- Fanji Gongye Yuanqu (industripark) (范集工业园区)
- Huaibei Kuangye Jituan Youxian Zeren Gongsi Xutuan Meikuang (kolgruva)
(淮北矿业集团有限责任公司许疃煤矿)
- Xian Nongye Weiyuanhui Zhixiacun (jordbruk)
(县农业委员会直辖村)